# Tegna
Tegna is een plaats en voormalige gemeente in het Zwitserse kanton Ticino, en maakt deel uit van het district Locarno. Tegna telt 760 inwoners. Het dorp ligt aan de riviertjes Maggia en Melezza. In 2013 is de gemeente gefuseerd met de andere gemeenten Cavigliano en Verscio en hebben de nieuwe gemeente Terre di Pedemonte gevormd. 